# Avon Lake
Avon Lake è una città degli Stati Uniti d'America, situata nello Stato dell'Ohio, nella Contea di Lorain. La città si affaccia sul lago Erie.